# Micrelenchus dilatatus
Micrelenchus dilatatus är en snäckart som först beskrevs av G.B. Sowerby II 1870.  Micrelenchus dilatatus ingår i släktet Micrelenchus och familjen pärlemorsnäckor. Inga underarter finns listade i Catalogue of Life.

## Bildgalleri

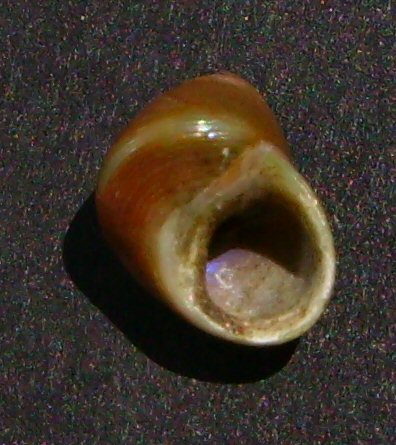
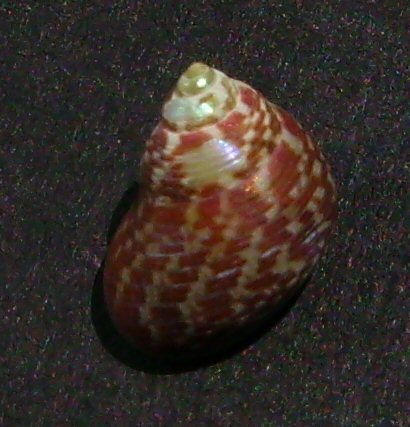